# Cycle chic

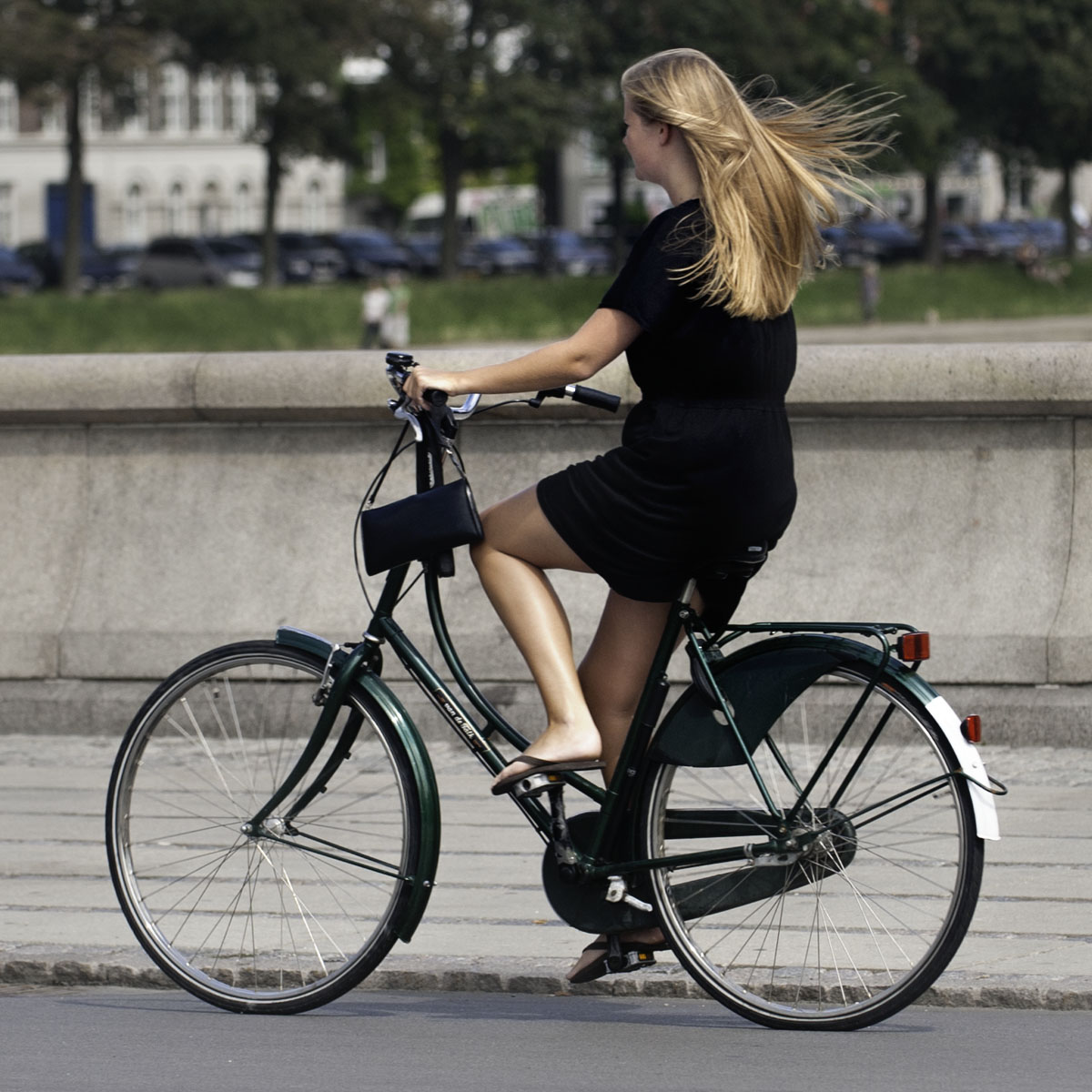
Cycle chic w Kopenhadze.

Cycle chic (dosłownie: rowerowy szyk) – popularny w dużych centrach urbanistycznych Europy i Ameryki Północnej trend jeżdżenia na rowerze w szykownym ubiorze. W Polsce niekiedy określany spolszczonym terminem „rowerowej elegancji”.
Zwolennicy motywują go tym, że rower we współczesnej kulturze miejskiej nie służy jedynie dla jazdy sportowej, w sportowych strojach, ale jest też wygodnym środkiem codziennej komunikacji i transportu.

## Geneza

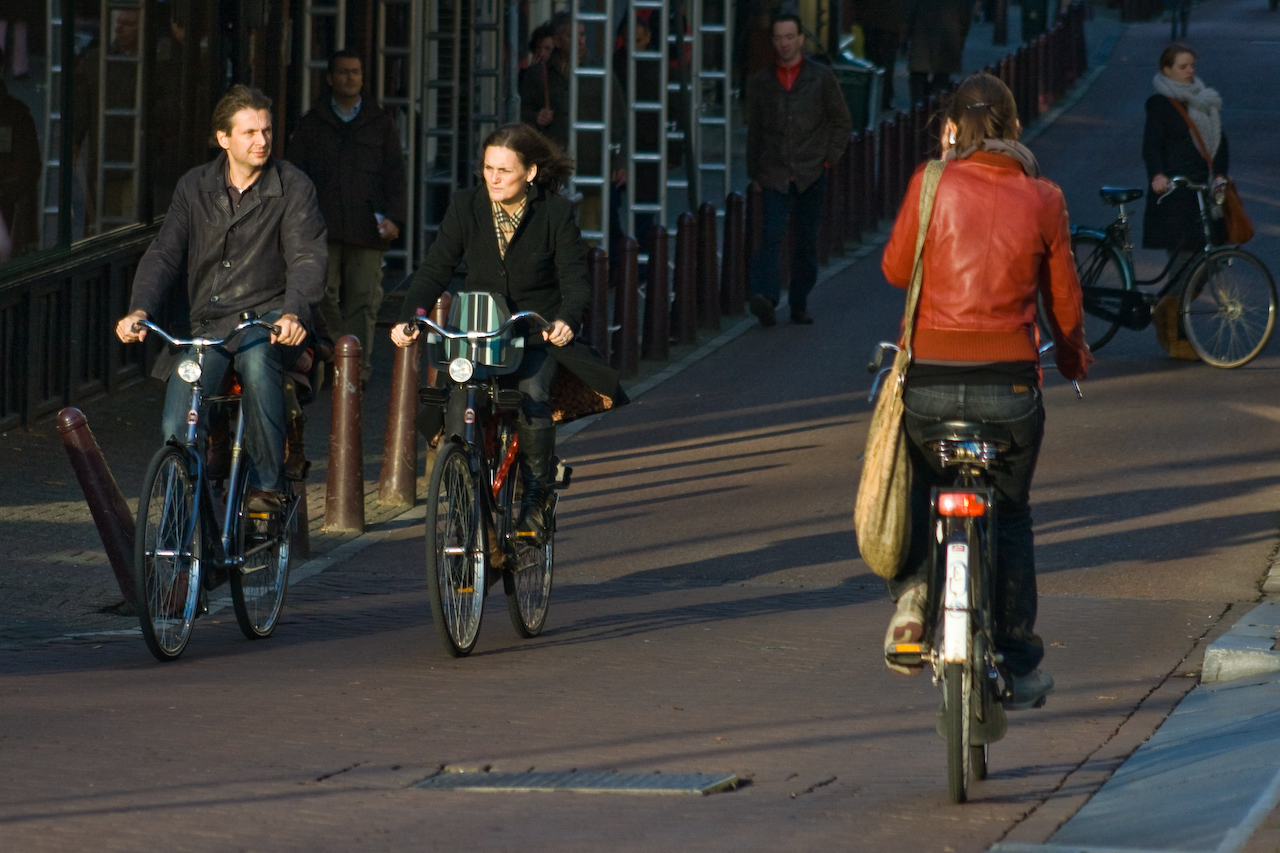
Rowerzyści w Amsterdamie

Oryginalnie określenie to zostało użyte przez duńskiego filmowca i fotografa Mikaela Colville-Andrsena w 2006 roku przy okazji wystawienia galerii zdjęć zatytułowanej Rowerowa elegancja – dziewczyny z Kopenhagi na rowerach. Brytyjska gazeta „The Guardian” opublikowała o nim i jego cycle chic pasji artykuł pod tytułem Two wheels (Dwa kółka). Sam termin może mieć podwójne znaczenie wynikające z gry słów: chick i chic. W potocznym języku angielskim to pierwsze oznacza dziewczynę, drugie, galicyzm – elegancję, wyczucie na bieżące fasony mody. Ostatnie 20 lat przeniosły modę retro na rowery, co wiązało się z próbami zmniejszenia zależności od samochodów i innych pojazdów spalinowych w miastach. Rower, od lat używany głównie jako środek rekreacji i sportu – nagle powrócił na ulice miast, jako środek codziennego i popularnego transportu. Moda na rowery sportowe i terenowe (tzw. dirt bike) pozostawiła po sobie zupełnie odmienny fason ubioru rowerzysty: sportowy, ascetyczny, atletyczny. Brak strojów niesportowych, a jednocześnie pozwalających na jazdę na rowerze, spowodował powstanie specjalnych sklepów. Efektem tego były salony mody wychodzące naprzeciw tym potrzebom i tak powstał termin „Cyclechic”, który łączy dwa pojęcia: elegancji i dziewczyny. Z czasem termin ten objął też mężczyzn.

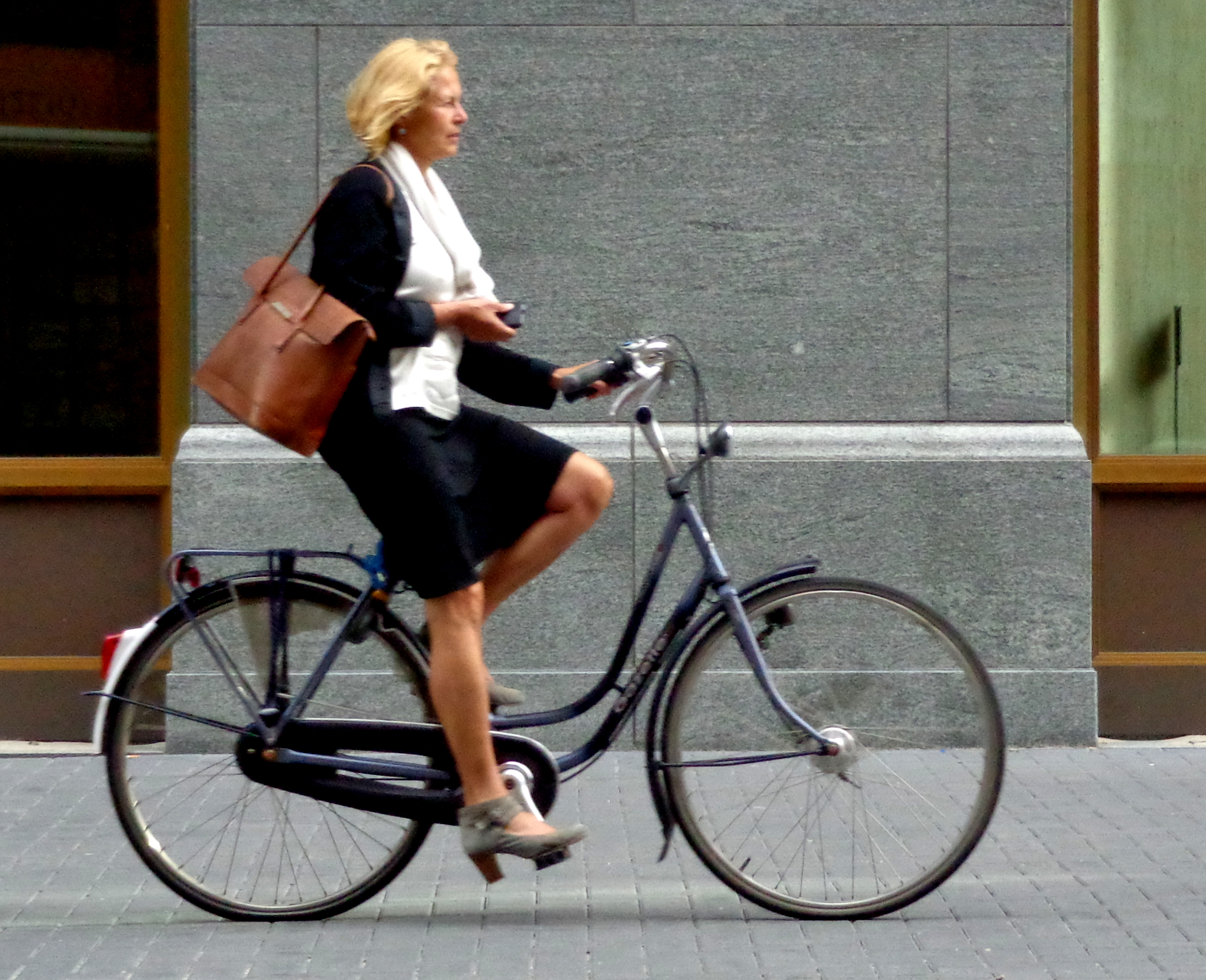
Rowerzystka w centrum Hagi.

Zjawisko najbardziej rozpowszechniło się w miastach, takich jak Amsterdam, Berlin i Kopenhaga, gdzie liczne osoby korzystają z rowerów na co dzień, aby móc się szybko i tanio przemieszczać z miejsca na miejsce w sposób niezależny od środków komunikacji miejskiej i przyjazny dla środowiska. Trend ten, ze zrozumiałych względów, rozwija się zwłaszcza w tych miastach, które zainwestowały i w dalszym ciągu rozbudowują infrastrukturę rowerową, m.in. drogi rowerowe, miejsca do parkowania rowerów, wypożyczalnie.
Na pytanie, dlaczego pojawiła się rowerowa elegancja, odpowiedź twórcy pierwszej polskiej strony o cycle chic brzmi:

Dlatego żeby wpisywać się w krajobraz miejski, który z założenia ma być czymś eleganckim. Poza tym widok rowerzystów w normalnych ubraniach, odzwierciedlających obecne trendy, jest dla innych zwykłych zjadaczy chleba najskuteczniejszą zachętą do jeżdżenia na rowerze po mieście.

## Cycle chicw Polsce
Ruch rowerowej elegancji rozwija się coraz prężniej także w Polsce. Ma to związek z importem używanych rowerów z Holandii do Polski, co powoduje, że coraz liczniejsza rzesza rowerzystów decyduje się na poruszanie rowerami miejskimi.

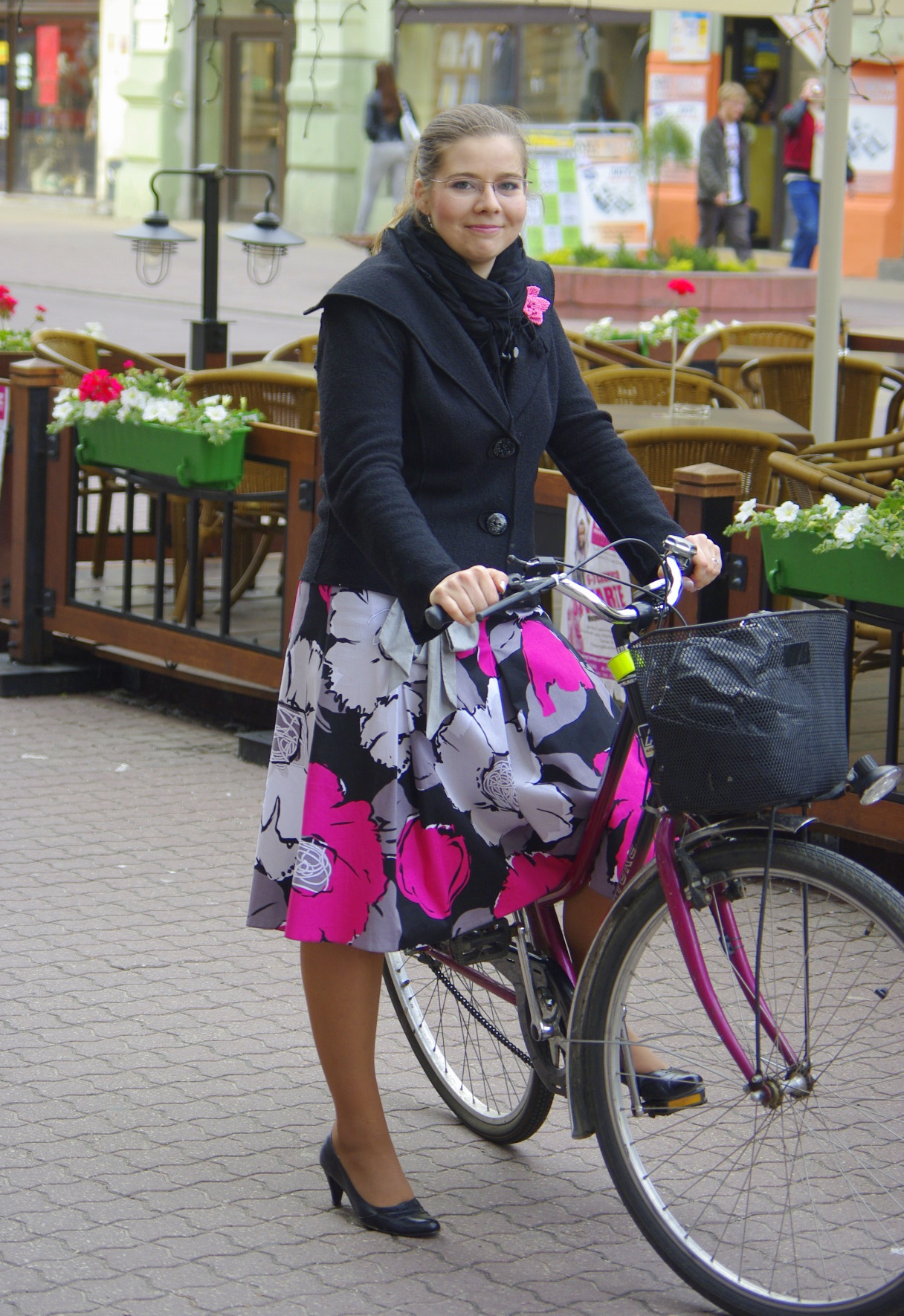
Szykowna rowerzystka na ulicy Piotrkowskiej w Łodzi

Także w Polsce powstają strony internetowe poświęcone cycle chic. Pierwszym i jednocześnie prężnie działającym jest łódzki blog, który został założony w październiku 2008 roku przez internautę o pseudonimie Wićka. Następne powstały kolejno w Krakowie, Warszawie, Wrocławiu, Toruniu, Lublinie i Bydgoszczy.